# ألبرتو دومينغو
ألبرتو دومينغو مهندس مدني إسباني ودكتور في الهندسة المدنية في جامعة البوليتكنيك في فالنسيا. مع زميله كارلوس لازارو، صمم وبنى عددًا من الهياكل، بما في ذلك متنزه فالنسيا لعلوم المحيطات.

## روابط خارجية
- السيرة الذاتية في CMD